# Slavoj Černý
Slavoj Černý (* 4. März 1937 in Bilina (Veselíčko); † 31. Dezember 2020) war ein tschechoslowakischer Radrennfahrer.

## Sportliche Laufbahn
Černý war Bahnradsportler und bestritt vorwiegend Ausdauerdisziplinen. Er war Teilnehmer der Olympischen Sommerspiele 1960 in Rom. Dort startete er in der Mannschaftsverfolgung und wurde dabei gemeinsam mit Ferdinand Duchoň, Jan Chlístovský und Josef Volf auf dem 5. Rang klassiert.
1958 wurde er Vize-Meister in der nationalen Meisterschaft in der Einerverfolgung hinter Ferdinand Duchon. 1960 wurde er ebenfalls Zweiter der Meisterschaft, 1959 Dritter. Černý startete für die Vereine Dukla Prag und Slavia Prag.